# Tomopterna
Tomopterna is een geslacht van kikkers uit de familie Pyxicephalidae. De groep werd voor het eerst wetenschappelijk beschreven door André Marie Constant Duméril en Gabriel Bibron in 1841.
Er zijn vijftien soorten die voorkomen in Afrika, ten zuiden van de Sahara.

## Taxonomie
Geslacht Tomopterna
- Soort Tomopterna cryptotis
- Soort Tomopterna damarensis
- Soort Tomopterna delalandii
- Soort Tomopterna elegans
- Soort Tomopterna gallmanni
- Soort Tomopterna kachowskii
- Soort Tomopterna krugerensis
- Soort Tomopterna luganga
- Soort Tomopterna marmorata
- Soort Tomopterna milletihorsini
- Soort Tomopterna monticola
- Soort Tomopterna natalensis
- Soort Tomopterna tandyi
- Soort Tomopterna tuberculosa
- Soort Tomopterna wambensis

Amietia · 
Anhydrophryne · 
Arthroleptella · 
Cacosternum · 
Ericabatrachus · 
Microbatrachella · 
Natalobatrachus · 
Nothophryne · 
Poyntonia · 
Strongylopus · 
Tomopterna